# Sverresborg (Trondheim)
 For alternative betydninger, se Sverresborg. (Se også artikler, som begynder med Sverresborg)
Sverresborg er et område i Trondheim i Norge, nærmere bestemt på Byåsen, afgrænset af Bymarka i vest og nord, Ila i nordøst, Byåsveien i øst og Sverresdalsveien i syd.
Sverresborg er området omkring kong Sverres gamle borg, Sion. Borgruinerne er i dag centrum i Trøndelag Folkemuseum.
På Sverresborg findes også indkøbscentret Byåsen Butikksenter, som er et af Norges ældste, Sverresborg ungdomsskole og en boligbebyggelse.
Sverresborgs herrehold i fodbold spiller i 2005 i 3. divisjon. Sverresborgs damehold i håndbold spiller i 2006 i 2. divisjon avd 05, herreholdet spiller i 3. divisjon.